# Ріяс – Джуайма
Ріяс – Джуайма – складова трубопровідної інфраструктури саудійської установки фракціонування Ріяс, запуск якої запланований на 2027 рік.
Частина отриманих в Ріясі під час фракціонування гомологів метану спрямовуватиметься до приморської Джуайми, де в комплексі установки фракціонування наявний потужний резервуарний парк та експортний термінал для відвантаження на танкери. Для цього призначаються:
- пропанопровід довжиною 45 км з діаметром 500 мм, який при робочому тиску до 2,8 МПа матиме пропускну здатність до 203 тисяч барелів на добу;
- бутанопанопровід довжиною 45 км з діаметром 400 мм, що при робочому тиску до 2,9 МПа матиме пропускну здатність до 106 тисяч барелів на добу.